# Adriaan Kruseman
Adriaan Kruseman (Rotterdam, 27 december 1875 - Denemarken, 1964), kleinzoon van de kunstschilder Jan Adam Kruseman, was een Nederlandse kunstschilder.
Adriaan Kruseman werd geboren in Rotterdam als vierde kind van Alexander Kruseman (1827-1883) en Jacoba A. M. Ledeboer. Zijn vader was de oudste zoon van de in zijn tijd beroemde portretschilder Jan Adam Kruseman (1804-1862). Adriaan was een jongere broer van de schilder Johannes Alexander Kruseman (1860-1947). In tegenstelling tot deze laatste was Adriaan Kruseman autodidact.
Hij werkte tot 1882 in Rotterdam en vervolgens in Delft. Van 1888 tot 1893 werkte hij in Den Haag en daarna in Wageningen, aan de Loosdrechtse Plassen, en op de Veluwe, tot hij in 1945 naar Klampenborg (Denemarken) verhuisde. Hij werd in 1957 Deens staatsburger en overleed in Denemarken in 1964.
Zijn werk omvat landschappen in olieverf en aquarel.